# Frutillar
Frutillar is een gemeente in de Chileense provincie Llanquihue in de regio Los Lagos. Frutillar telde 18.428 inwoners in 2017.
- Gemeinsame Normdatei: 7683267-3
- Virtual International Authority File: 244782567